# Chapelle Saint-André de Paris-Plage
La chapelle Saint-André de Paris-Plage est une ancienne chapelle construite en 1886 et démolie en 1927 après la construction en 1912 de l'église Jeanne-d'Arc.

## Le bâtiment

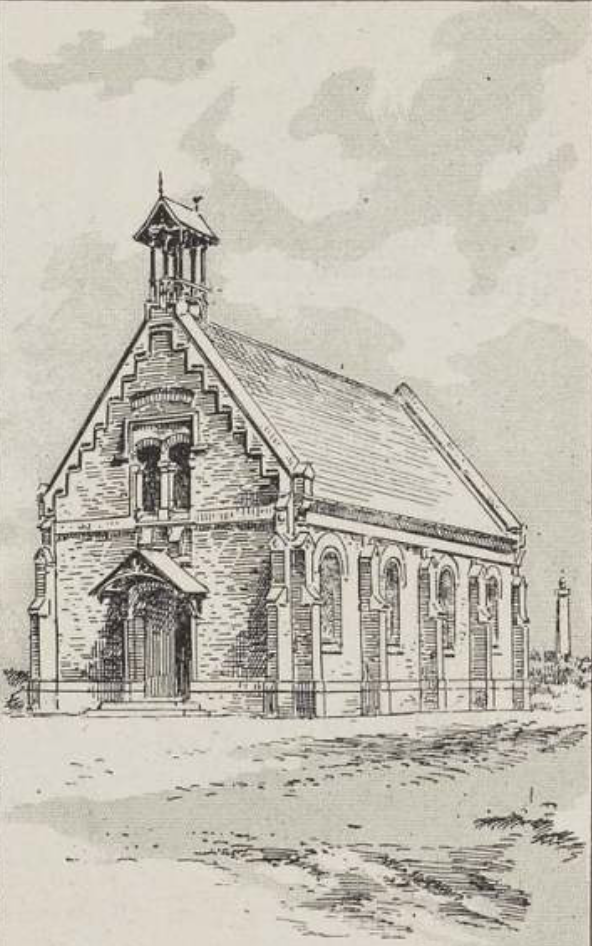
La chapelle Saint-André vers 1890.

La chapelle est construite en décembre 1886 sur les plans de l'architecte Charles Billoré, sur avis favorable de la municipalité de Cucq qui avait été appelée à donner son avis, en effet la chapelle ne pouvait être considérée que comme une annexe de l’église communale.
Le bâtiment est construit sur un terrain donné par la famille Daloz.
Bien que le bâtiment soit principalement situé rue de Metz, l'entrée se situe rue de Londres, rue la plus commerçante à l'époque, le marché de plein-air a lieu près de la chapelle.
Il est agrandi d'un transept en 1894, sous l'impulsion de l'abbé Deplanque, et en 1898, l'architecte Louis Marie Cordonnier dessine les plans du chœur et de la sacristie.
Quelque temps après la construction de la nouvelle église Jeanne d'Arc en 1912, le bâtiment est désaffecté.
En 1916, pendant la Première Guerre mondiale, pour faire face à l'arrivée de près de 5 000 réfugiés Flamands des communes d'Ypres, Dixmude, Furnes..., le bâtiment est mis à la disposition de la demoiselle Molaert et du sieur Wulus, afin d'y assurer l'enseignement des garçons d'un côté et des filles de l'autre.
En 1921, le clocheton est enlevé et le bâtiment est utilisé comme marché couvert.
Le bâtiment est ensuite démoli, et en 1927, l'hôtel des postes est construit à son emplacement.

## Lieu de culte
La chapelle reçoit le nom de Saint-André en souvenir d’un fils d'Alphonse Daloz mort en 1845.
La chapelle est bénie le 8 juillet 1888 par le chanoine Queste, archiprêtre de Montreuil-sur-Mer. La chapelle dépend alors de la paroisse de Cucq. Son premier curé, l'abbé Déplanque, est donc détaché de cette paroisse.
Au début du XXe siècle, la population continue à croître et la place manquant de plus en plus, le chanoine Deligny doit célébrer six messes tous les dimanches de 6 h 30 à midi. Le bruit de la rue et les nombreux malaises des fidèles entassés dans la chapelle décident la population de construire la nouvelle église Sainte-Jeanne-d'Arc.

## Pour approfondir